# Basile Hexamilitès
Basile Hexamilitès (en grec : Βασίλειος Ἑξαμιλίτης) est un chef militaire byzantin, dont le principal accomplissement est une victoire écrasante obtenue contre la marine de l'émir de Tarse en 956.

## Biographie
Comme son nom l'indique, il est origine de l'Hexamilion, en Thrace orientale.
Vers 955, il est patrice et stratège (gouverneur) du thème naval des Cibyrrhéotes. Théophane Continué rapporte qu'il est encore jeune mais est déjà un commandant capable et expérimenté. Depuis la fin du IXe siècle, la marine de l'émirat musulman frontalier de Tarse, en Cilicie, est une menace majeure pour l'Empire byzantin. À l'époque d'Hexamilitès, la ville de Tarse est passé sous le contrôle de l'émir hamdanide d'Alep Sayf al-Dawla. En dépit du faible nombre de navires dont il dispose, Hexamilitès conduit sa flotte contre les forces de Tarse, coulant de nombreux navires adverses grâce au feu grégeois (ce qui pourrait indiquer que sa flotte a reçu le renfort de navires de la marine impériale), infligeant de lourdes pertes à l'ennemi et faisant un grand nombre de prisonniers. Selon l'historien musulman Ibn al-Athîr, cette action intervient en septembre/octobre 956 et coûte environ 1 000 morts aux forces de Tarse.
Cette victoire, décisive pour l'Empire byzantin, handicape grandement la flotte de l'émirat de Tarse, ouvrant la voie à la reconquête de la Crète, accomplie par Nicéphore II Phocas en 960-961.